# Feliz Lembrança
Grêmio Recreativo e Escola de Samba Feliz Lembrança (GRES Feliz Lembrança) é uma escola de samba da cidade de Juiz de Fora, no estado brasileiro de Minas Gerais.

## História
Fundada em 9 de fevereiro de 1939, a Feliz Lembrança surgiu para competir com a Turunas do Riachuelo, que a cada ano ganhava mais adeptos. A idéia partiu de Geraldo de Oliveira, conhecido por Geraldo Abissínio, recém-chegado do Rio de Janeiro, mas tomou forma nas mãos da família Carvalho, tendo à frente Euclides e seus filhos. 
Em 2005 e 2006, a escola foi vice-campeã entre as escolas de elite do carnaval juizforano. Em 2008, passou para o Grupo B, onde segue desfilando. Na tentativa de voltar ao primeiro grupo, estendeu o manto vermelho, azul e branco na Passarela do Samba para defender o enredo Valongo... A Porta da Cultura Negra no Brasil,composto pelos compositores Ailton Damião e Amilton Damião com o qual venceu o carnaval de 1985. 
Em 2010, obteve a terceira colocação do Grupo B do carnaval da cidade.
A escola em 2011 levou para avenida uma homenagem a Elke Maravilha, teve como carnavalesco Saulo Saúde; foi campeã e garantiu o retorno ao grupo A para o desfile de 2012.

## Segmentos

### Presidentes
| Nome           | Mandato        | Ref.  |
| -------------- | -------------- | ----- |
| Leandro Bettim | ? - atualidade | [ 1 ] |

### Presidentes de honra
| Nome           | Mandato        | Ref.  |
| -------------- | -------------- | ----- |
| Jair de Castro | ? - atualidade | [ 1 ] |

### Diretores
| Ano  | Diretor de Carnaval | Diretor geral de harmonia | Mestre de bateria | Ref.  |
| ---- | ------------------- | ------------------------- | ----------------- | ----- |
| 2013 | Maria Barbosa       |                           | Caio              | [ 1 ] |
| 2016 |                     |                           |                   |       |

### Coreógrafo
| Ano  | Nome | Ref. |
| ---- | ---- | ---- |
| 2015 |      |      |
| 2016 |      |      |

### Casal de Mestre-sala e Porta-bandeira
| Ano  | Nome            | Ref.  |
| ---- | --------------- | ----- |
| 2013 | Maycon e Joelma | [ 1 ] |
| 2017 | Pamela e Dudu   |       |

### Rainhas de bateria
| Período | Rainha   | Madrinha        | Ref. |
| ------- | -------- | --------------- | ---- |
| 2013    | Williana | Williana Vieira |      |
| 2016    |          |                 |      |

## Carnavais
| Ano                   | Colocação             | Grupo                 | Enredo | Carnavalesco                     | Intérprete            | Ref.                |
| --------------------- | --------------------- | --------------------- | --- | -------------------------------- | --------------------- | ------------------- |
| 1966                  | Campeã                | A                     | Mascarada Veneziana                                                                                         |                                  |                       | [ 4 ]               |
| 1984                  | Campeã                | A                     | Eneida - O Pierrot está de volta                                                                            |                                  |                       | [ 4 ]               |
| 1985                  | Campeã                | A                     | Valongo... A Porta da Cultura Negra no Brasil                                                               |                                  |                       | [ 4 ]               |
| 1987                  | Campeã                | A                     | Sassaricando                                                                                                |                                  |                       | [ 4 ]               |
| 1990                  | Campeã                | A                     | Alegria de viver                                                                                            |                                  |                       | [ 4 ]               |
| Não desfilou em 1998. | Não desfilou em 1998. | Não desfilou em 1998. | Não desfilou em 1998.                                                                                       | Não desfilou em 1998.            | Não desfilou em 1998. | [ 4 ]               |
| 2000                  | 5º lugar              | A                     | Taí, Carmem Miranda                                                                                         | Marcelo                          |                       | [ 4 ]               |
| 2001                  |                       | A                     | O futuro é agora                                                                                            | Rogerio Belo                     | Serginho              | [ 4 ]               |
| 2002                  |                       | A                     | Feliz Lembrança Pede Passagem à Imprensa e Homenageia José Carlos de Lery Guimarães                         | Nei Gerald                       | Carioca               | [ 4 ]               |
| 2003                  | 6º lugar              | A                     | A vida, um jogo em busca da sorte                                                                           | Nei Gerald                       |                       | [ 4 ]               |
| 2004                  |                       | A                     | A Viagem Encantada Da Feliz Lembrança Pelas Terras De Pindorama                                             | Waltencir Barbosa                | Marquinho Boi         | [ 4 ] [ 5 ]         |
| 2005                  | Vice-campeã           | A                     | Um Canto de Amor à Natureza                                                                                 | Romeu Biazollo                   | Marquinho Boi         | [ 4 ] [ 6 ] [ 7 ]   |
| 2006                  | Vice-campeã           | A                     | Nelson Silva, uma feliz lembrança                                                                           | Anderson Luiz                    | Marquinho Boi         | [ 4 ] [ 8 ]         |
| 2007                  | 4º lugar              | A                     | Cesar Romero na Feliz encanta e na lembrança os seus 30 anos de colunismo                                   | Diomário de Deus                 |                       | [ 4 ] [ 9 ] [ 10 ]  |
| 2008                  | 6º lugar              | A                     | Abolição – das senzalas às favelas, da liberdade à favela                                                   | Diomário de Deus                 | Zeze do Pandeiro      | [ 4 ] [ 11 ] [ 12 ] |
| 2009                  | 4º lugar              | B                     | Feliz Lembrança anuncia, hoje tem alegria! São 70 anos de folia!                                            | Fábio Esteves                    | Zeze do Pandeiro      | [ 13 ] [ 14 ]       |
| 2010                  | 3º lugar              | B                     | Valongo... A Porta da Cultura Negra no Brasil Compositores:Ailton Damião, Amilton Damião e Nilo Nascimento. | Waltencir Barbosa                | Amaury                | [ 15 ] [ 16 ]       |
| 2011                  | Campeã                | B                     | Elke, Mulher, Maravilha! Russa Que Fada Vira... A Mineira De Itabira                                        | Saulo Saúde                      | Paulinho Jalão        | [ 17 ] [ 18 ]       |
| 2012                  | 6º lugar              | A                     | Pode ser liso, crespo ou ondulado, mas todos querem um bom penteado                                         | Hamilton Sabião                  | Zeze do Pandeiro      | [ 19 ] [ 20 ]       |
| 2013                  | 2º lugar              | B                     | Vila Isabel… A vila de todos os tempos                                                                      | Marcus Conegundes                | Zezé do Pandeiro      | [ 1 ] [ 21 ]        |
| 2014                  | Campeã                | B                     | Feliz Lembrança comemora seus 75 anos de história, homenageando o carnaval de Juiz de Fora                  | Fabio Esteves                    | Zeze do Pandeiro      | [ 22 ] [ 23 ]       |
| 2015                  | 5º lugar              | A                     | Com um sorriso Feliz, uma linda Lembrança... O bom menino não faz pipi na cama                              | Alberto Rachid e Gustavo Resende | Zeze do Pandeiro      |                     |
| 2016                  |                       | A                     | Não teve desfile                                                                                            |                                  |                       |                     |
| 2017                  | 4º lugar              | A                     | Baco e o Milagre do Vinho no País do Carnaval (reedição de 1980)                                            | Comissão de carnaval             | Felipe do Cavaco      |                     |
| 2018                  |                       | A                     | |                                  |                       |                     |

## Títulos
- Campeã em Juiz de Fora: 1966, 1984, 1985, 1987,1990,2011 e 2014.[5]